# المابول (ملحان)

تعديل مصدري - تعديل

المابول هي إحدى قرى عزلة بني العصيفري بمديرية ملحان التابعة لمحافظة المحويت، بلغ تعداد سكانها 194 نسمة حسب تعداد اليمن لعام 2004.